# Nogometna reprezentacija Cimbara iz Italije
Nogometna reprezentacija Cimbara iz Italije predstavlja cimbarsku nacionalnu manjinu iz Italije.

## Sudjelovanja na natjecanjima
Sudjelovali su na Europeadi, europskom prvenstvu nacionalnih manjina koje se održalo u Švicarskoj od 31. svibnja do 7. lipnja 2008.

Na tom prvenstvu, reprezentacija talijanskih Cimbara je osvojila treće mjesto u svojoj natjecateljskoj skupini, čime nisu stekli pravo prolaska u drugi natjecateljski krug. 

## Vanjske poveznice
- (njem.) Europeada Službene stranice Europeade 2008.
- Facebook Cimbri na Europeadi 2012.
- Flickr, Flickr[neaktivna poveznica] Cimbri na Europeadi 2012.